# Fédération du Turkménistan de football
La Fédération du Turkménistan de football (Türkmenistan Futbol Federasiýasy (tk) TFF) est une association regroupant les clubs de football du Turkménistan et organisant les compétitions nationales et les matchs internationaux de la sélection du Turkménistan. Elle est présidée par Deryageldi Orazov.
La fédération nationale du Turkménistan est fondée en 1992. Elle est affiliée à la FIFA depuis 1994 et est membre de l'AFC depuis 1994 également.